# Jacobo Arango
Jacobo Arango Mejía (Manizales, 20 de diciembre de 1980) es un biólogo molecular colombiano, de reconocida trayectoria en el campo de los forrajes. Se graduó como biólogo de la Pontificia Universidad Javeriana y obtuvo su doctorado en biología celular de plantas en la Universidad de Friburgo. Actualmente es investigador principal del Programa de Forrajes Tropicales del Centro Internacional de Agricultura Tropical, en la que es director del área de Biología Molecular de Forrajes. Es además autor líder del Sexto Informe de Evaluación del IPCC, en el Capítulo de mitigación del cambio climático.

## Estudios y vida profesional
Su tesis de pregrado en biología se trató sobre un análisis de carotenos en plantas de yuca, realizada entre los años 2005 y 2006 como estudiante en práctica en el Centro Internacional de Agricultura Tropical (CIAT). Entre 2006 y 2010 realizó sus estudios de doctorado en Alemania, donde obtuvo su título magna cum laude por su tesis Towards provitamin A-accumulation in cassava roots  through genetic modification: phytoene synthase catalyzes the rate-limiting step y entre 2010 y 2012 trabajó como investigador postdoctoral en la Universidad Estatal de Míchigan en Estados Unidos en el departamento de Bioquímica y biología molecular. Posteriormente regresó a Colombia en el marco del programa CIM returning expert donde se vinculó nuevamente al CIAT para trabajar como investigador posdoctoral en el proyecto sobre inhibición biológica de la nitrificación en pasturas de Brachiaria, y como científico principal del Programa de Forrajes Tropicales. Desde entonces se ha convertido en un referente en la mitigación del cambio climático en la ganadería en Latinoamérica y en el mundo. En el 2018 fue designado por el IPCC como uno de los autores líderes del Grupo de Trabajo III del Sexto Informe de Evaluación, en el Capítulo Mitigation pathways compatible with long-term goals.

## Obras
Jacobo Arango ha publicado más de 200 trabajos, de los cuales más de 60 son artículos científicos, siendo los más citados sus trabajos en la Formación de provitamina A en raíces de yuca (273 citas), la Formación de cristales de carotenoides en yuca (218 citas) y LivestockPlus (107 citas), una iniciativa que busca lograr beneficios ambientales y económicos en sistemas ganaderos con la intensificación sostenible basada en forrajes.

## Honores recibidos
En el 2019 recibió el Premio internacional de Japón para jóvenes investigadores en agricultura, otorgado por el Centro Internacional de Investigaciones de Ciencias Agrícolas de Japón (JIRCAS), es editor asociado de la revista Frontiers in Soil Science y miembro del Comité editorial de la revista Scientific Data de Nature.